# Бомбическая пушка

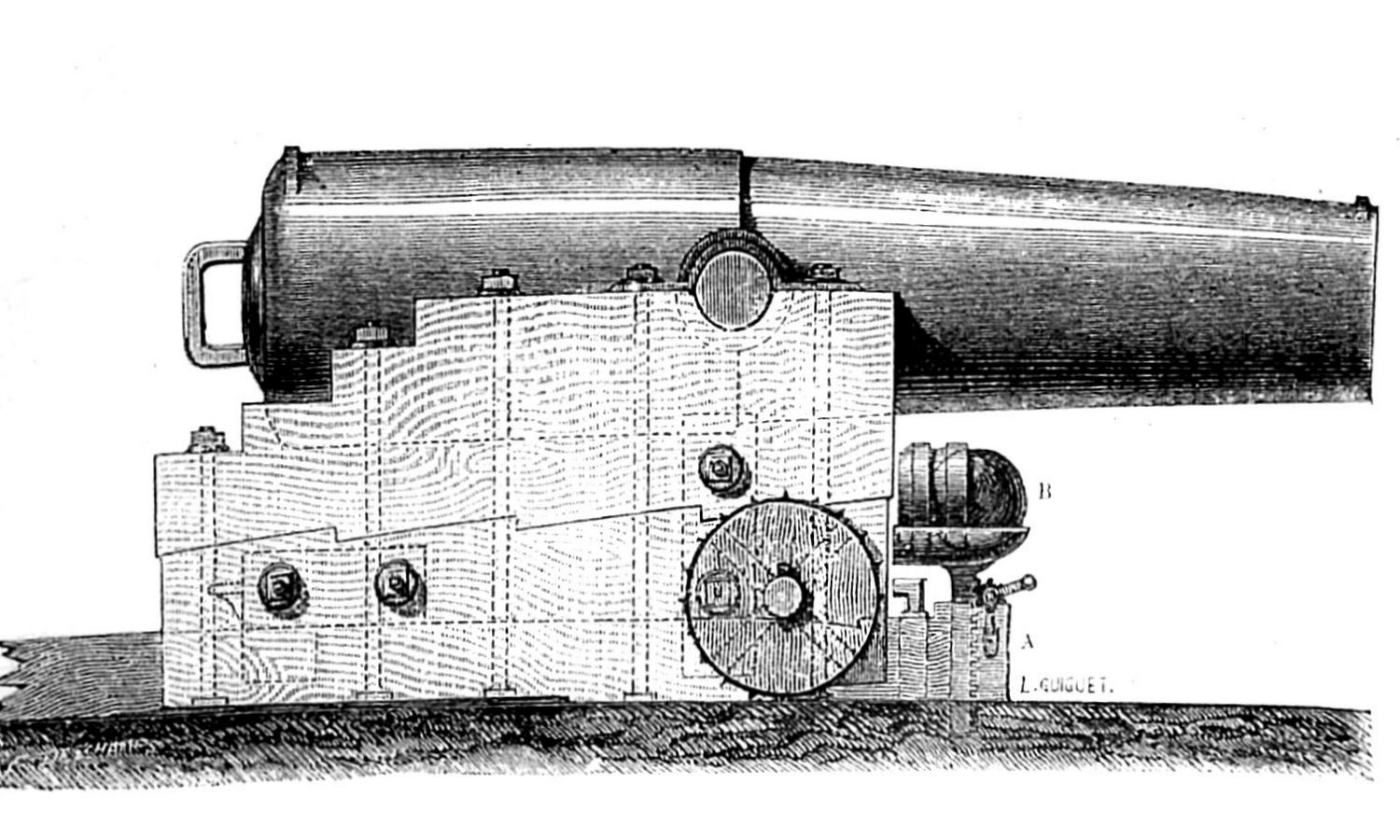
Бомбическая пушка Пексана

Бомбическая пушка или Бомбическое орудие, или Пушка Пексана — гладкоствольная пушка большого калибра, стрелявшая артиллерийскими бомбами по настильной траектории.

## Предыстория

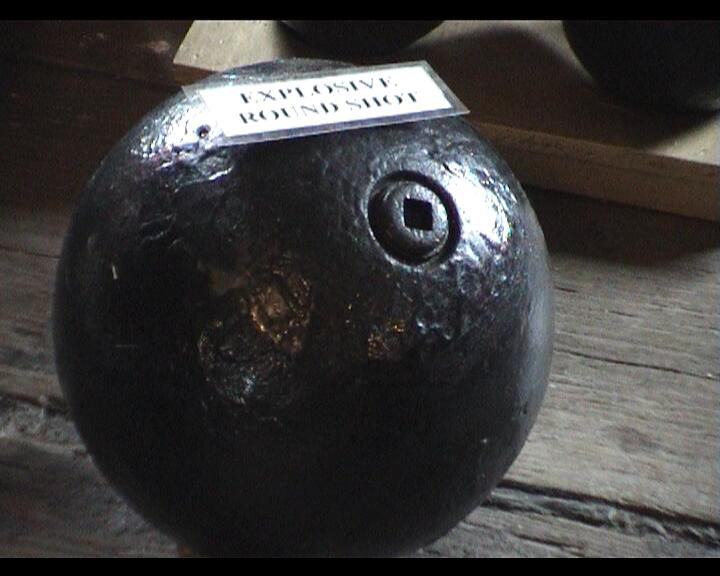
Артиллерийская бомба

Хотя к началу XIX века артиллерия уже давно играла решающую роль в морских сражениях, её способность эффективно выводить из строя корабли противника всё ещё оставалась под вопросом. Крупные деревянные линейные корабли и фрегаты, с их очень толстыми (от полуметра до метра и более) деревянными бортами, были малочувствительны к сферическим ядрам гладкоствольной артиллерии. Ядра застревали в толстых досках; проломить их и нанести значительный урон находящимся внутри людям и орудиям пушки того времени могли лишь с небольших дистанций. Пробоины у ватерлинии, угрожавшие кораблю затоплением, были невелики из-за малого калибра ядер и относительно легко заделывались аварийной командой, либо изнутри — пробками, либо снаружи — подведением пластыря. Для того чтобы вывести из строя парусный линейный корабль, требовалось огромное количество попаданий, которого обычно удавалось достичь, только сконцентрировав против одной цели огонь нескольких кораблей. Из-за этого морские сражения носили затяжной и зачастую нерешительный характер.
Гораздо более эффективным боеприпасом могли быть разрывные артиллерийские бомбы — полые чугунные оболочки, заполненные чёрным порохом и снабжённые дистанционным взрывателем — уже давно известные к тому времени, но использовавшиеся исключительно для стрельбы из гаубиц и мортир. Фугасное воздействие бомб на деревянные конструкции могло быть чрезвычайно разрушительным, однако используемые для стрельбы ими гаубицы, ведущие огонь по навесной траектории, имели весьма низкую точность, так что добиться уверенных попаданий по движущемуся кораблю было практически невозможно. В результате они использовались в основном для обстрела береговых объектов.

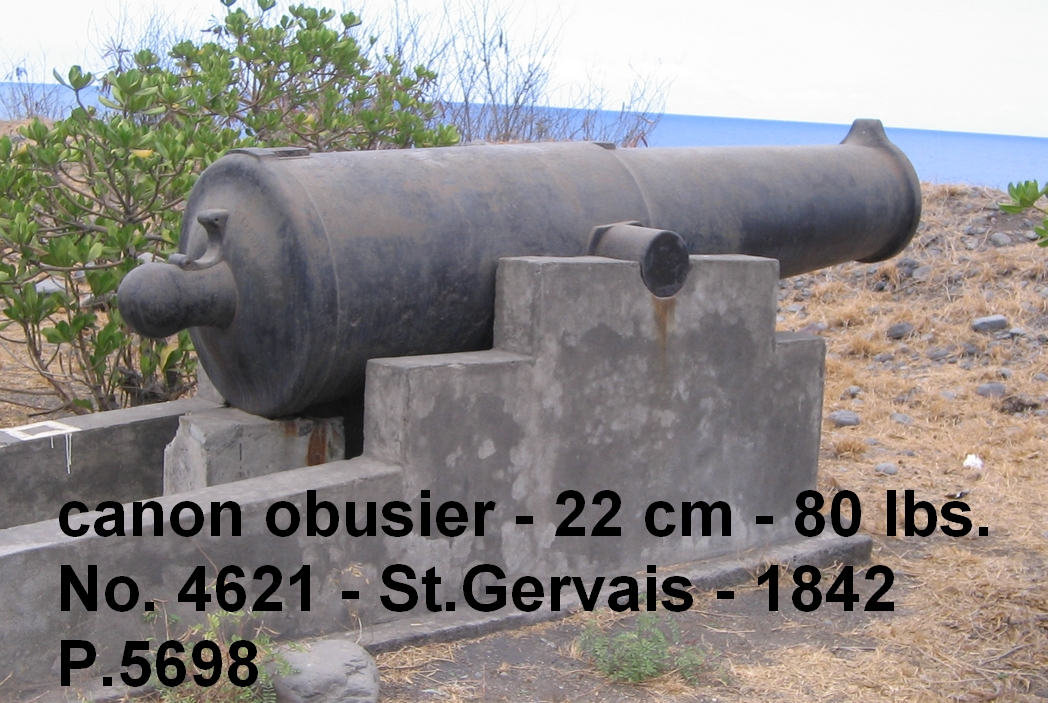
80-фунт. 22-см пушка Пексана. 1842 год

Стрельба из обычных пушек того времени разрывными снарядами также была неэффективна: из-за их сравнительно небольшого калибра они имели небольшой заряд взрывчатого вещества, причём весьма слабого — чёрного пороха, и при взрыве снаружи корпуса не наносили ему существенного ущерба. Для обеспечения фугасного эффекта было необходимо, чтобы бомба перед взрывом заглубилась в толщу деревянного борта либо пробивала его и взрывалась уже внутри самого корпуса. Однако имеющие небольшой калибр бомбы — значительно более легкие, чем цельнолитые ядра того же калибра — не обладали достаточной кинетической энергией для того, чтобы проломить толстые доски, и, как правило, просто отскакивали от борта либо разрывались на поверхности обшивки. Увеличить кинетическую энергию и тем самым пробивную способность бомб путём наращивания их начальной скорости оказалось в то время невозможно: тонкостенные оболочки бомб не выдерживали перегрузок при выстреле, и вероятность разрыва бомбы прямо в канале ствола орудия опасно возрастала.
Таким образом, единственным выходом было увеличение калибра и, соответственно, массы бомбы, что потребовало специфических решений в конструкции самого орудия.

## История
В 1822 году французский генерал Пексан высказал идею, что для повышения эффективности морской артиллерии «необходимы короткие пушки большого калибра, стреляющие с больших дистанций по деревянному флоту разрывными снарядами с большим разрывным зарядом». Для такой стрельбы Пексан разработал так называемые бомбические пушки, у которых казённая часть была утолщена для придания большей прочности, изменена форма каморы для размещения уменьшенного заряда, устранено дульное утолщение и для удобства заряжания сделано расширение канала у самого дульного среза — распал.
Первые эксперименты были проведены во Франции в 1822 году, по их итогам была принята 22-см бомбическая пушка и 80-фунтовая (36 кг) бомба к ней. Позднее для небольших кораблей приняли облегчённую пушку с 30-фунтовой (13,5 кг) разрывной гранатой (тяжёлые разрывные снаряды именовались бомбами, лёгкие — гранатами).

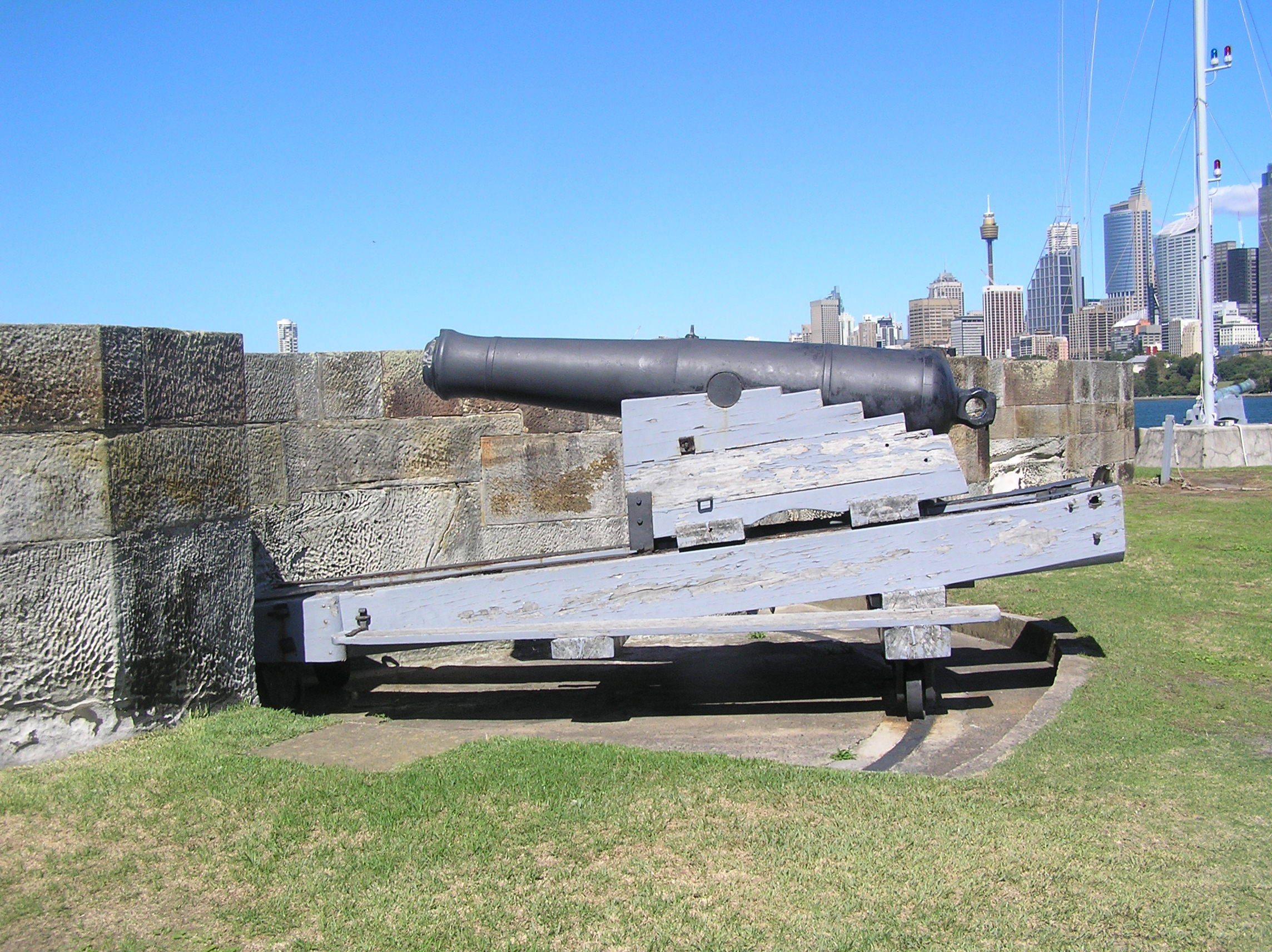
Британская 8-дм 65-фунтовая бомбическая пушка на береговых укреплениях Сиднея.

За счет большого калибра при относительно коротком стволе пушка Пексана стреляла очень тяжелыми бомбами (80 фунтов, при том что основным калибром французского флота в те годы был 30-фунтовый) со сравнительно невысокой начальной скоростью. Необходимая для проламывания деревянного борта кинетическая энергия достигалась за счет большого веса бомбы; при этом перегрузка при выстреле была сравнительно невелика, и риск детонации бомбы в стволе допустимо мал (хотя подобные случаи всё равно не были редкостью ещё в 1850—1870 годах). Попадая в борт корабля противника, бомба своей массой проламывала доски и застревала в борту. Последующий взрыв приводил к сильнейшему разрушению деревянных конструкций, возникновению множества очагов возгорания и разлету деревянных обломков и осколков оболочки самой бомбы, смертельно опасных для экипажа.
Хотя баллистика коротких бомбических пушек была хуже, чем у обычных, стрелявших ядрами, за счёт поражающей способности разрывных боеприпасов эффективная дистанция стрельбы из них возросла многократно. Разрыв бомбы тяжёлого бомбического орудия в борту деревянного корабля делал брешь площадью более квадратного метра, поэтому на дистанциях 500—1000 метров деревянный корабль мог быть потоплен 20—25 выстрелами бомбических пушек. Для сравнения: даже тяжёлые орудия, стрелявшие сплошными ядрами, пробивали толстый деревянный борт лишь с расстояния около 100—150 метров, то есть сравнимого с длиной самих кораблей, не нанося при этом существенного ущерба самому корпусу — артиллерийская дуэль могла продолжаться часами, до полного уничтожения экипажа противника.
Иногда бомбические орудия неверно именуют гаубицами Пексана. На самом деле идея установки гаубицы на морской корабль и навесной стрельбы из них бомбами была к 1820-м годам вовсе не нова. Новизна идеи Пексана как раз и заключалась в создании специального тяжёлого орудия, способного вести огонь бомбами, но по настильной, а не навесной траектории, что позволило существенно повысить точность стрельбы и этим сделать бомбические орудия столь эффективным и грозным средством ведения войны на море. Это недоразумение связано с тем, что в оригинале орудия Пексана именовались фр. Canon-obusier, то есть, дословно, «пушки-гаубицы». Но на самом деле это название означало пушку, стреляющую артиллерийскими бомбами, до того бывшими исключительно гаубичными боеприпасами.
Сами бомбы представляли собой полые чугунные оболочки, заполненные чёрным порохом. Они имели дистанционный взрыватель в виде деревянного, а позднее — медного, со специальной огнепроводной вставкой, запала. Бомбы хранили пустыми и снаряжали перед боем. Перед выстрелом вставляли запал, который укорачивали до определённой длины, соответствующей предполагаемой дальности выстрела, сверяясь при этом со специальной таблицей. Впрочем, такая «настройка» была очень грубой и делалась «с запасом»: как уже указывалось, обычно бомбы пробивали борт корабля и взрывались или в толще дерева, достигавшей у линейных кораблей одного метра, или — при сквозном пробитии — внутри самого корпуса. Впоследствии стали применять запальные трубки нескольких стандартов, отличавшиеся длиной и, соответственно, установкой времени взрыва — так, в русском флоте имелись трубки трёх различных длин. Пробовали делать и бомбы с контактным взрывателем, но по каким-то причинам они не получили распространения; вероятно, боялись их случайного срабатывания до или во время выстрела, либо не смогли обеспечить подрыва разрывного заряда с небольшим замедлением. Бомбы делали только сравнительно крупных калибров — примерно с 24-фунтового, а одним из основных был 68-фунтовый.
В Англии аналогичное орудие было принято в 1825 году под обозначением 8 inch shell gun, с 50-фунтовой (длина ствола 6 футов), а впоследствии — 54-фунтовой бомбой (длина ствола 8 футов). Позднее оно было признано слишком слабым для вооружения больших кораблей, что привело к принятию в 1838 году орудия того же калибра, но с более длинным стволом (9 футов) и 65-фунтовой бомбой. Все эти орудия не могли стрелять сплошными ядрами, так как имели сильно облегчённую конструкцию (например, 65-фунтовая бомбовая пушка весила 3302 кг — на 32 % меньше, чем того же калибра 95-фунтовая, рассчитанная на стрельбу ядрами, которая весила 4826 кг).
В России в 1833 году были приняты 3-пудовые (50 кг; калибр 273 мм) бомбические пушки для береговых крепостей и 2-пудовые (33 кг, 248 мм) для флота.
В 1834 году опытным обстрелом деревянных корпусных конструкций была подтверждена большая разрушительная сила бомб, в результате в последующее десятилетие бомбические орудия были приняты практически во всех флотах.
Впоследствии вместо специализированных чисто бомбовых пушек (shell guns) появились универсальные крупнокалиберные орудия, вроде английского 68-фунтового системы Дандаса (1846 год) или американских систем Дальгрена и Родмана — способные стрелять как тяжёлыми ядрами (что вскоре пригодилось против броненосцев), так и более лёгкими, но имеющими мощный разрывной заряд бомбами — сочетавшие крупный калибр с высокой начальной скоростью и хорошей баллистикой.
Для орудий меньшего калибра также применялись разрывные снаряды — артиллерийские гранаты (это название использовалось в русском флоте для фугасных снарядов ещё во времена Русско-японской войны), однако их эффективность была невелика и они использовались главным образом против экипажа и малых судов. Наряду с бомбами, применялись и другие типы зажигательных снарядов, например, наполненный расплавленным железом «снаряд Мартина» (Martin shell), считавшийся исключительно разрушительным оружием против деревянных корпусов — однако по сравнению с бомбами они были менее надёжны и неудобны в обращении.

## Применение
Впервые бомбические орудия были применены во время Датско-прусской войны в 1849 году: в битве при Экенфьорде 5 апреля 1849 года прусские береговые батареи, располагавшие небольшим числом таких орудий, расстреляли и сожгли атаковавший их датский 84-пушечный линейный корабль «Христиан VIII». В морском бою бомбические пушки были впервые широко применены в Синопском сражении в 1853 году, причём с большим эффектом, хотя их доля в общем числе выпущенных русским флотом снарядов была невелика. Они массово применялись в дальнейшем ходе Крымской войны, а для поражения небронированных кораблей и береговых укреплений — вплоть до появления осколочно-фугасных снарядов современного типа в 1880-х годах.
Бомбические пушки были весьма тяжёлыми: даже на линейном корабле они без риска для остойчивости могли быть установлены лишь на нижней палубе. Это в значительной степени уравняло огневую мощь однопалубных фрегатов и многопалубных линейных кораблей, подготовив почву для замены последних фрегатами, защищёнными бронёй — первым типом броненосцев.
Стоит отметить, что под впечатлением от первого применения этого оружия в среде военных моряков сложилось явно преувеличенное впечатление о боевой эффективности артиллерийских бомб против деревянных кораблей. Впоследствии это не более чем личное мнение передалось военным историкам и повторяется зачастую вплоть до настоящего времени. На деле крупные деревянные корабли вполне успешно переживали обстрел из бомбических орудий — например, в битве при Лиссе австрийский деревянный линейный корабль SMS Kaiser выдержал весьма интенсивный обстрел бомбами с предельно малого расстояния, при этом не только не был потоплен, но, хотя и понёс огромные потери в экипаже и полностью лишился рангоута, после боя своим ходом дошёл до места базирования (и впоследствии был перестроен в панцирный броненосец).
Существовали также полевые бомбические пушки, которые вели огонь самыми различными боеприпасами — ядрами, начинёнными порохом гранатами или шрапнелью, как по настильной траектории, так и навесом. Благодаря такой универсальности, во французской армии единственный тип такого орудия заменил практически все прежние модели полевой артиллерии и лёгких войсковых гаубиц.